# Грицюк Арсен Сергійович
Арсен СергійовичГрицюк  (рос. Арсений Сергеевич Грицюк; 15 березня 2001, м. Красноярськ, Росія) — російський хокеїст, лівий нападник. Виступає за Авангард у Континентальній хокейній лізі.